# 美山 (福井市)
美山（みやま）は、福井県福井市の地域。旧足羽郡美山町の地域に相当する。

## 人口
美山には2024年1月1日現在3471人が住んでおり、世帯数は1340世帯。そのうち男性が1657人、女性は1814人。